# Firman (roman)
Firman (originaltitel: The Firm) är en roman från 1991 av John Grisham.

## Handling
Mitch McDeere tar examen från Harvard med toppbetyg och får jobb på en advokatbyrå i Memphis. Firman är oerhört generös mot honom men snart upptäcker han att den har en mörkare sida. Några av de anställda har dött i märkliga olyckor, och snart tar FBI kontakt med honom. De tvingar honom att hjälpa byrån att sätta stopp för firmans verksamhet.

## Om romanen
Romanen filmatiserades 1993 i regi av Sydney Pollack och med Tom Cruise i huvudrollen.